# Tapa (alimento)

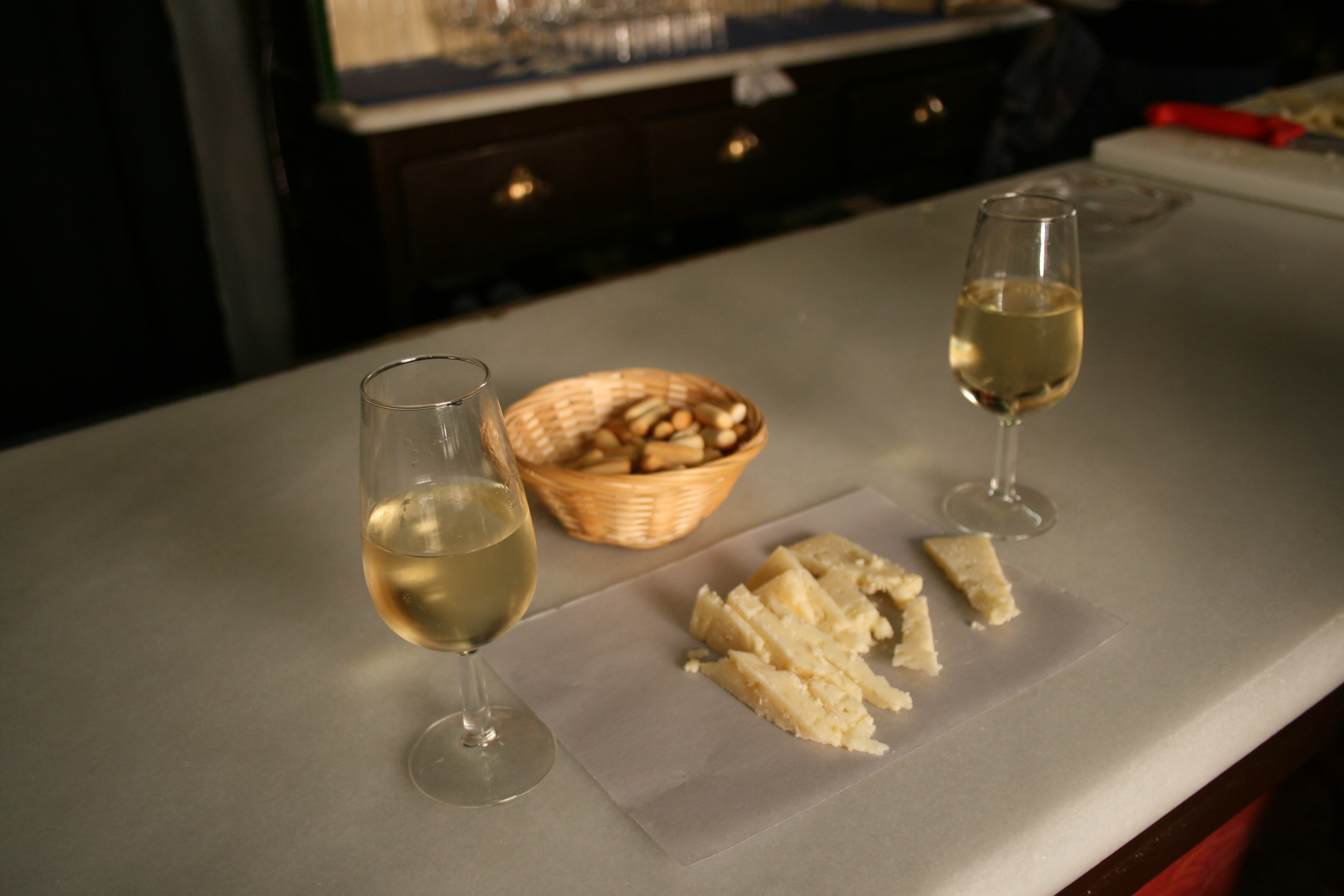
Tapas acompañadas de un jerez

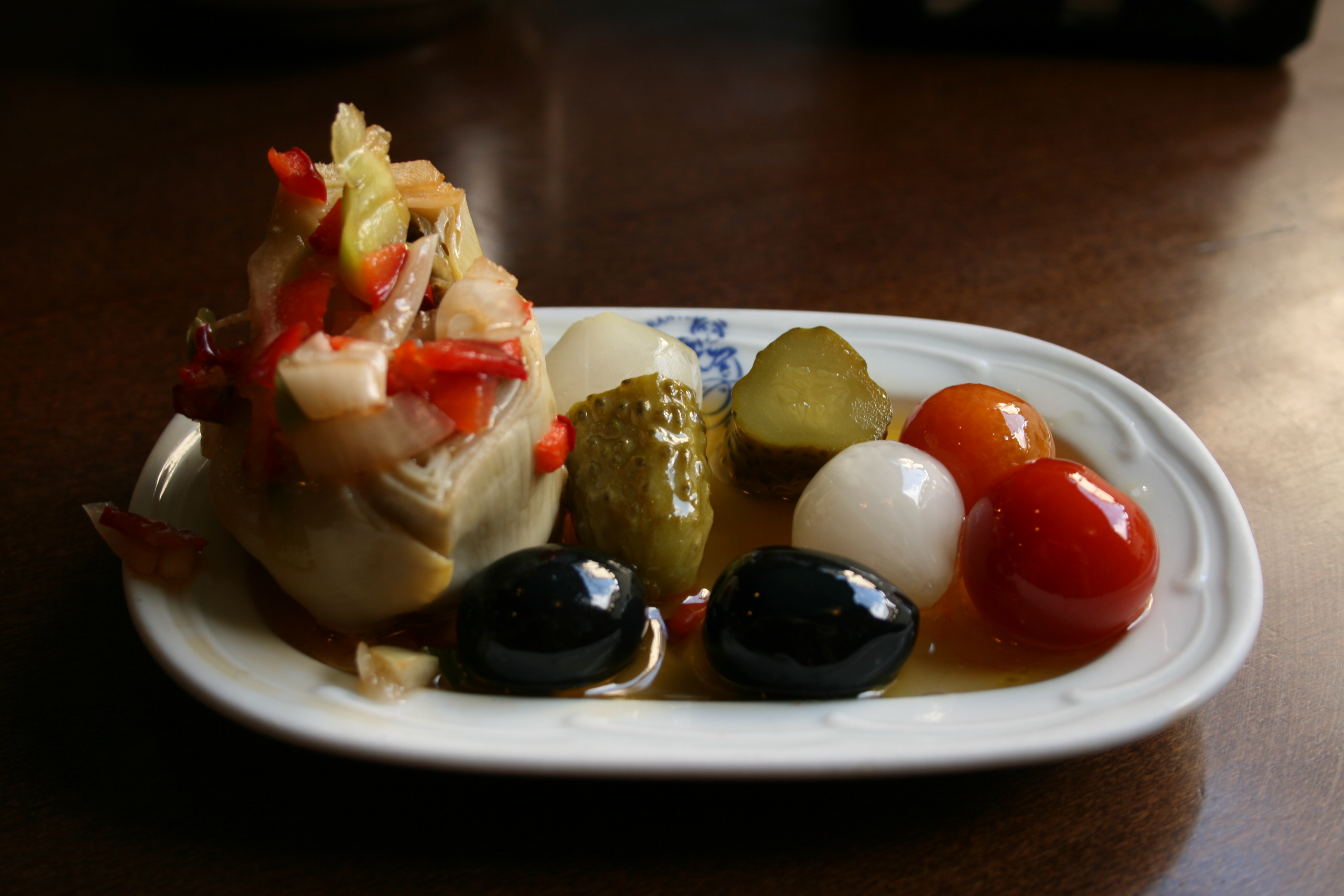
Tapa con encurtidos diversos

Una tapa en España es un aperitivo que se sirve en la mayoría de los bares o restaurantes acompañando a la bebida. La práctica de recorrer distintos locales a comer tapas en una misma jornada se le llama tapeo, o ir de tapas. En muchas regiones de España es bastante habitual salir a cenar o a comer los fines de semana a base de tapeo, forma de comer referida habitualmente como picar o picoteo.
Las tapas han llegado a convertirse en una señal de identidad española y son ofrecidas en los banquetes de recepción a los más altos dignatarios (en los denominados tapas meeting). Así, durante la Conferencia de Paz de Madrid la Reina Sofía y el alcalde de Madrid José María Álvarez del Manzano invitaron a Raísa Gorbachova a una bebida con tapa durante su visita a la capital española. En la modernidad existen bares que ofrecen especialidades de tapas y a este fenómeno se le ha denominado cocina en miniatura. No obstante, el concepto de tapa ha sido llevado a la alta cocina por el cocinero Ferran Adrià que los emplea como entradas.

## Denominación

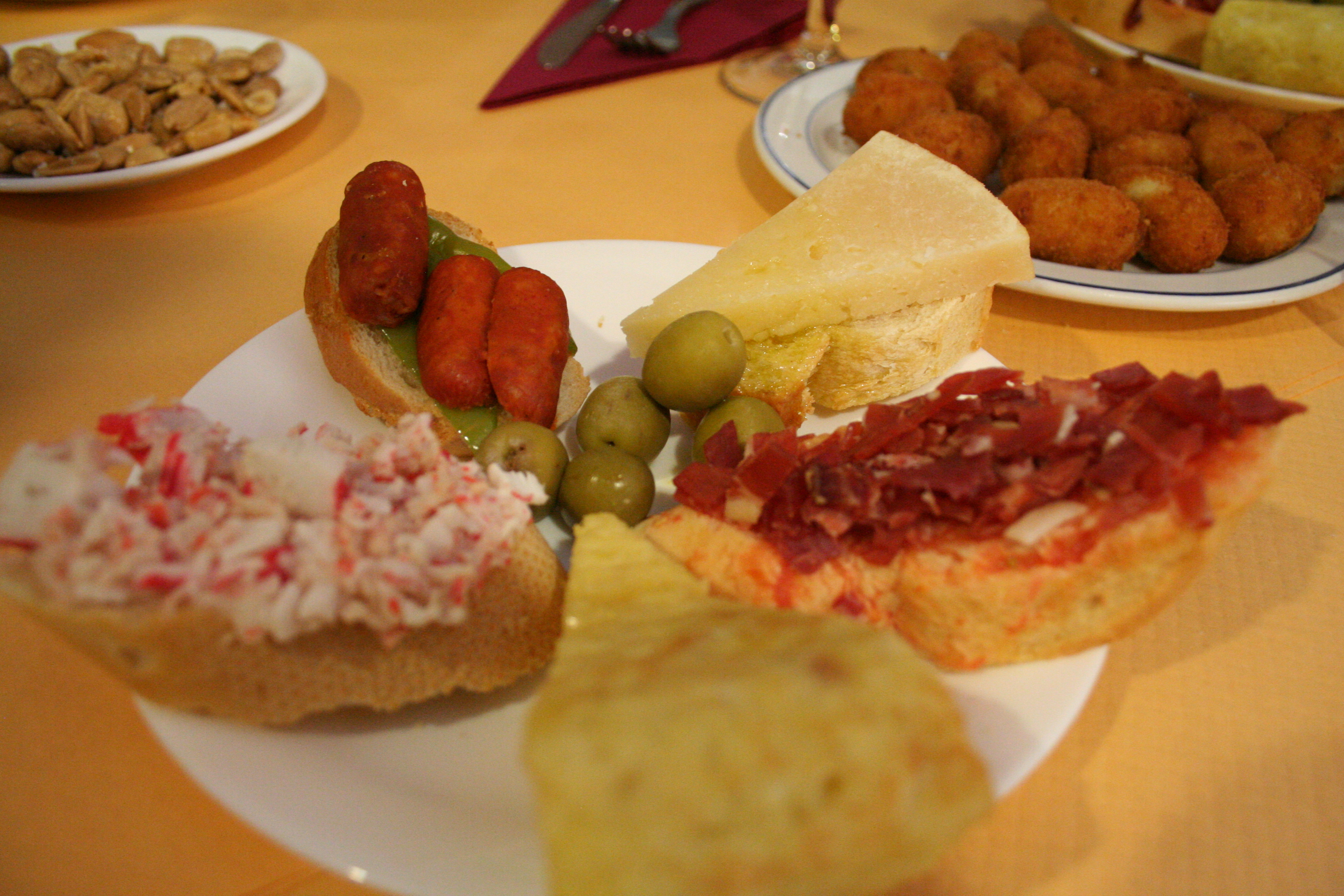
Tapas clásicas variadas, que tienen como base una rebanada de pan (pinchos)

Se suele argumentar que el origen etimológico de la palabra tapa viene de la costumbre antigua de tapar las copas y vasos de vino en las tabernas y mesones con un trozo de pan o con una rebanada de jamón, para impedir que entrasen moscas y mosquitos, o que se depositase polvo en el interior. Existen otras denominaciones de la tapa a lo largo del territorio español, de esta forma en el País Vasco se suele decir poteo al acto de ir de tapas, en Aragón y Navarra se denominan alifara. A lo largo de la historia también se ha referido a las actuales tapas como avisillos o llamativos, por ser consumidos habitualmente antes de una comida principal.
Un viaje por los diccionarios como el Diccionario de autoridades publicado entre 1726 y 1739, y que fue el primer diccionario de la lengua castellana editado por la Real Academia Española, no menciona la entrada «tapa» en su sentido culinario. La primera aparición de la palabra «tapa» es en la edición del Diccionario de la RAE de 1939 (16.ª), y en la de 1956 (18.ª) asigna la palabra «tapa» como un andalucismo. Es en la edición del diccionario de 1970 (19.ª) donde desaparece la asignación como andalucista y la coloca como apta en todo el territorio español. Tampoco aparece el concepto culinario de la «tapa» mencionado en las obras y recetarios españoles de antes de los años treinta.

## Historia
La tapa, tal y como se entiende hoy en día, nace en una época moderna después del periodo de escasez provocado durante la guerra civil española, aunque cabe pensar que es costumbre antigua en España alimentarse de pequeños bocados con los que eliminar el hambre. La tapa va evolucionando desde una forma de aperitivo más básico, hasta una forma particular de entender la culinaria como lo es en la actualidad. Fijar su origen en la historia culinaria española es complicado, por haber cambiado su concepto al cabo de los diversos periodos. Es muy posible que la tapa naciese con la aparición de los bares que las empezaron a servir como cortesía a los clientes y que con su punto de sal incitasen al consumo. La cultura popular rodea a veces historias acerca de su origen que poseen una tradición puramente oral.

### Edad Media
Existen diversas versiones de transmisión oral acerca del origen de la tapa. Una de las más conocidas argumenta que se remonta a la Edad Media, durante el reinado de Alfonso X el Sabio en el siglo XIII; se dice que debido a una enfermedad que padeció se vio obligado a tomar algunos sorbos de vino por prescripción facultativa, y para evitar los efectos del alcohol, tomaba pequeños bocados entre horas acompañando a la bebida. Tras restablecerse dispuso que en los mesones de Castilla no se sirviese el vino sin que fuera convenientemente acompañado por alguna ración de comida; con esta medida se lograba que los comensales no estuvieran tan afectados por el alcohol del vino, por lo que tapaban sus efectos.
Otra leyenda cuenta que, durante el reinado de los Reyes Católicos, debido al aumento de los incidentes causados por los carreteros a la salida de las tabernas a causa de la gran cantidad de cerveza y vino ingeridos, se obligó a los taberneros a servir la copa de vino o la jarra de cerveza con una tapa. Esta consistía en un plato con algo de comida fría, ya fuera jamón, queso, o lo que tuviera a mano el tabernero. Los clientes debían acabar  primero  con la comida para poder quitar la tapa y así beberse el vino o la cerveza. Con esta medida se pretendía acabar con los incidentes de los carreteros, procurando que éstos salieran de las tabernas lo menos ebrios posibles.
Un tercer cuento popular dice que el sobrenombre de "tapa" surgió cuando los Reyes Católicos, yendo de visita a Cádiz, pararon en el camino desde la Isla de León (hoy en día San Fernando). En la taberna en la que pararon, había un día de fuerte viento conocido en Cádiz como 'viento de levante' que hacía que entrara arena en la copa. Por este motivo, Fernando II de Aragón pidió que, mediante una loncha de algún embutido que tuviese el tabernero, se tapase su vaso de vino. Así lo hizo el tabernero, cubriendo el vaso del monarca con un pedazo de queso,  diciendo estas palabras: "Aquí tiene su tapa, majestad". Esto se convirtió en poco tiempo en una costumbre en las tabernas españolas, sobre todo en verano, ya que el clima cálido propiciaba la aparición de moscas en una época en la que la higiene era deficiente.
Esa misma versión existe en relación con el rey Felipe II. Es tradición una leyenda que narra que cuando el monarca iba a visitar las obras del Monasterio de El Escorial, paraba en las posadas y tabernas del camino y los taberneros esperaban al rey con una jarra de vino cubierta por una gruesa loncha de jamón serrano para evitar que cogiera polvo. Esta leyenda también atribuye por tanto el concepto de tapa de aperitivo al cubrimiento y acompañamiento de un alimento a la bebida solicitada.

### Siglo de Oro
En la segunda mitad del siglo XVI se usaba en España el término tapa  como la castellanización directa del francés étape, etapa, para hacer referencia al aprovisionamiento de soldados en una marcha o traslado que durase más de un día. La "tapa" era por tanto el lugar en el que los soldados se aprovisionaban, "tapear" era la acción de realizar tal aprovisionamiento (es decir, recoger las vituallas y quizá descansar un poco), "montar tapa" la acción de preparar y planificar el aprovisionamiento, e "ir a tapa", dirigirse a uno de dichos puntos. En el siglo XVII en Sevilla los círculos y clubes privados de la burguesía sevillana  (ubicados en la calle Sierpes) solían pedir bebidas a los  colmaos de los alrededores; generalmente las bebidas eran transportadas y con la cortesía de los dueños se ponían rodajas de jamón, queso o lomo sobre las bocas de los vasos.  De esta forma evitaban la entrada del polvo tapando, pero al mismo tiempo publicitaban sus servicios frente a la competencia.  La cultura de la tapa comienza a emerger en algunas cocinas españolas, por ejemplo, en la cocina madrileña, la cultura de la taberna como lugar donde se sirven bebidas y pronto es popular servir alimentos de pequeño tamaño.

### SigloXIX
Una versión popular más simple cuenta que la tradición de las tapas nace de la necesidad de que los labriegos pudieran comer algo que permitiese llegar a la hora de comer del mediodía con fuerzas para seguir trabajando, y que esta necesidad se cubría mejor si se tomaba un breve alimento acompañado con la ingesta de algo de vino. Las primeras versiones de las tapas pronto se convirtieron en algo más elaborado y de esta forma fueron ganando en calidad y variedad.
Otra versión del origen de la creación del término tapa relata que fue con motivo de una visita del rey Alfonso XIII a la provincia de Cádiz, en la que se detuvo con todo su séquito a tomarse un vino de jerez en un mesón de la zona, llamado "Ventorrillo del Chato" (aún existente hoy en día). Estando sentado en la terraza se levantó de repente una levantera (viento de levante muy típico en la zona), y al mesonero, intentando evitar que entrara algún polvo o arena de la playa en el vaso real, se le ocurrió como solución poner encima una rebanada de jamón para tapar el vaso. Parece ser que el recurso del mesonero fue muy del agrado del rey, ya que se comió la tapa y pidió otra similar. Sin embargo, la certeza de la anécdota es dudosa, ya que de ser cierta, la arena habría quedado pegada a la grasa del jamón con toda seguridad, aparte de que está documentado el uso de rebanadas de pan duro o platillos de comida para tapar los vasos ya desde el siglo XVIII. Sin embargo, es curioso constatar cómo las dos versiones más populares atribuyen la intervención de reyes en el origen de la tapa, directa o indirectamente.
Aunque la única relación fuera fonética, no deja de ser curiosa la relación entre el avituallamiento de tropas durante una marcha de traslado y la forma tradicional de ir de tapas, de bar en bar y tomando una o dos en cada uno. Comienzan a aparecer elementos acompañantes del vino como es la torrija, que a comienzos de siglo XX era muy habitual en las tabernas de Madrid. Este alimento formó parte posteriormente de los alimentos típicos de la época de ayuno en la Cuaresma.
Otra versión de su origen nos habla de servir —como acompañamiento a lo que se bebía— aceitunas, anchoas, sardinas y otros encurtidos, que también se vendían  en las cantinas. Estos normalmente se servían en las "tapas" de madera que cubrían sus recipientes.

### SigloXX
Existen autores que afirman que la tapa pudo haber nacido en Almería. Por ello en esta ciudad la tapa es gratuita, siempre acompañando a la bebida alcohólica que se pida. Esa tapa primigenia bien podría haber sido una fina loncha de jamón serrano o una rodaja de lomo embuchado con la que, al colocarse en la boca de la copa de vino, se evitaba que el vino perdiera su aroma. De esta forma el bebedor podía alternar y charlar con las amistades. Un argumento a favor de esta afirmación es la existencia en Almería ya a finales del siglo XIX del bar Casa Puga (entre otras tabernas) que hoy día sigue existiendo en el centro histórico y sirviendo el mismo tipo de tapas tradicionales.
También en Jaén, donde la tapa es igualmente gratuita, existe una historia relacionada con la denominación de este acompañamiento de bebidas. Su protagonista es Manuel Ruiz Romero, "señorito", por entonces propietario del Castillo de Santa Catalina, y personaje muy conocido en la localidad. El hecho se sitúa hacia 1915. El citado Manuel Ruiz Romero se disponía a tomar unas copas de manzanilla de Sanlúcar con otros señores en el Casino Primitivo, situado en la Calle Maestra. El Casino no disponía de servicio de bar propio, y las bebidas las traía por encargo el "botones" del Casino del bar "Casa Llavero", que estaba cercano.  Había obras en la calle, y para evitar que entrase polvo en las copas, Manuel Ruiz Romero le sugirió que empleara unas lonchas de jamón para taparlas. Otro día posterior se repitió la escena, pero en esta ocasión Manuel Ruiz Romero le pidió al botones que no las tapase con jamón, sino con queso manchego. Para el día siguiente, fue ya el propio botones el que se atrevió a preguntar: "Y hoy, ¿qué quiere que ponga de tapa?", palabra que se asentó con este significado en "Casa Llavero".

## Costumbres

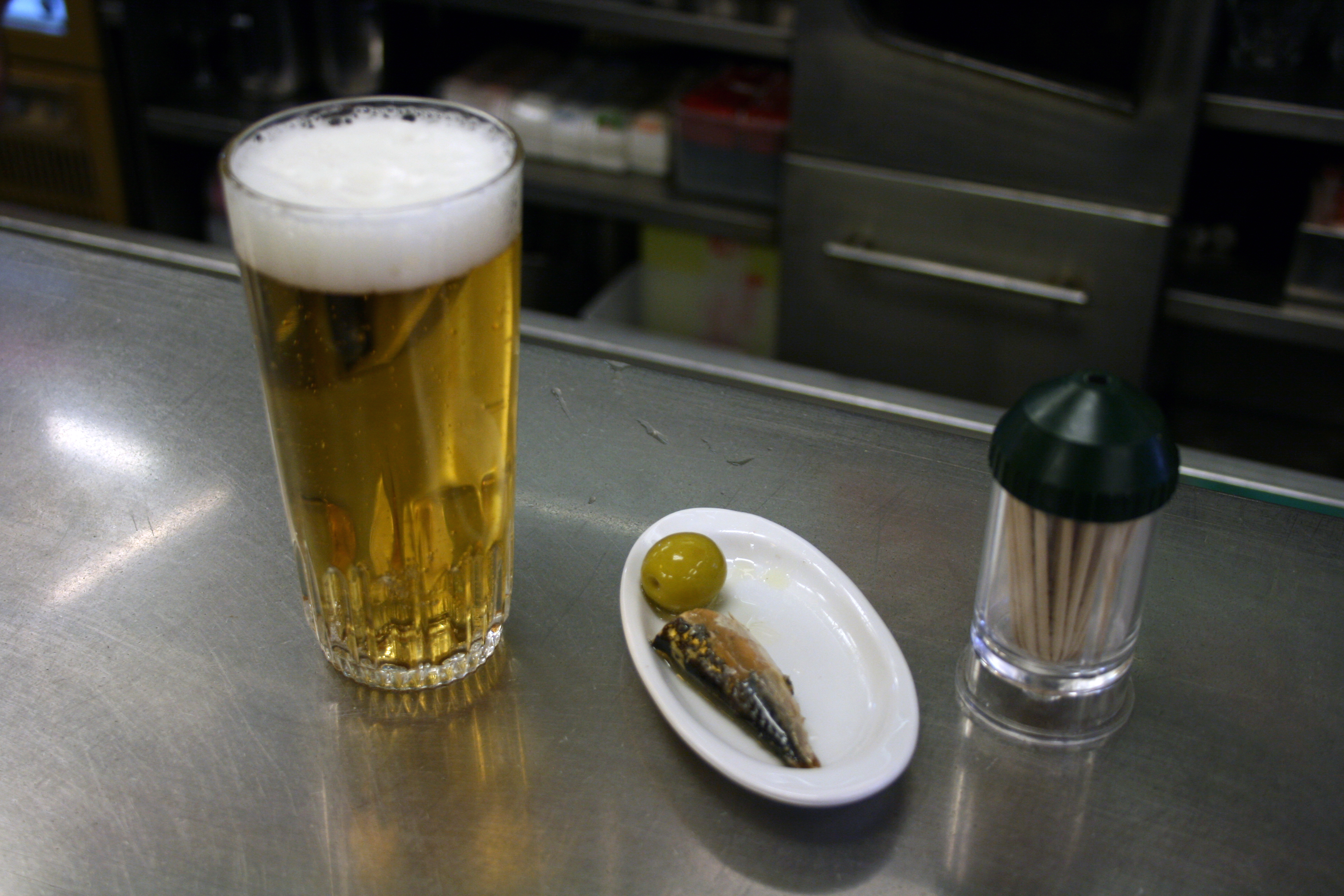
Conjunto básico de una tapa, incluido el palillero

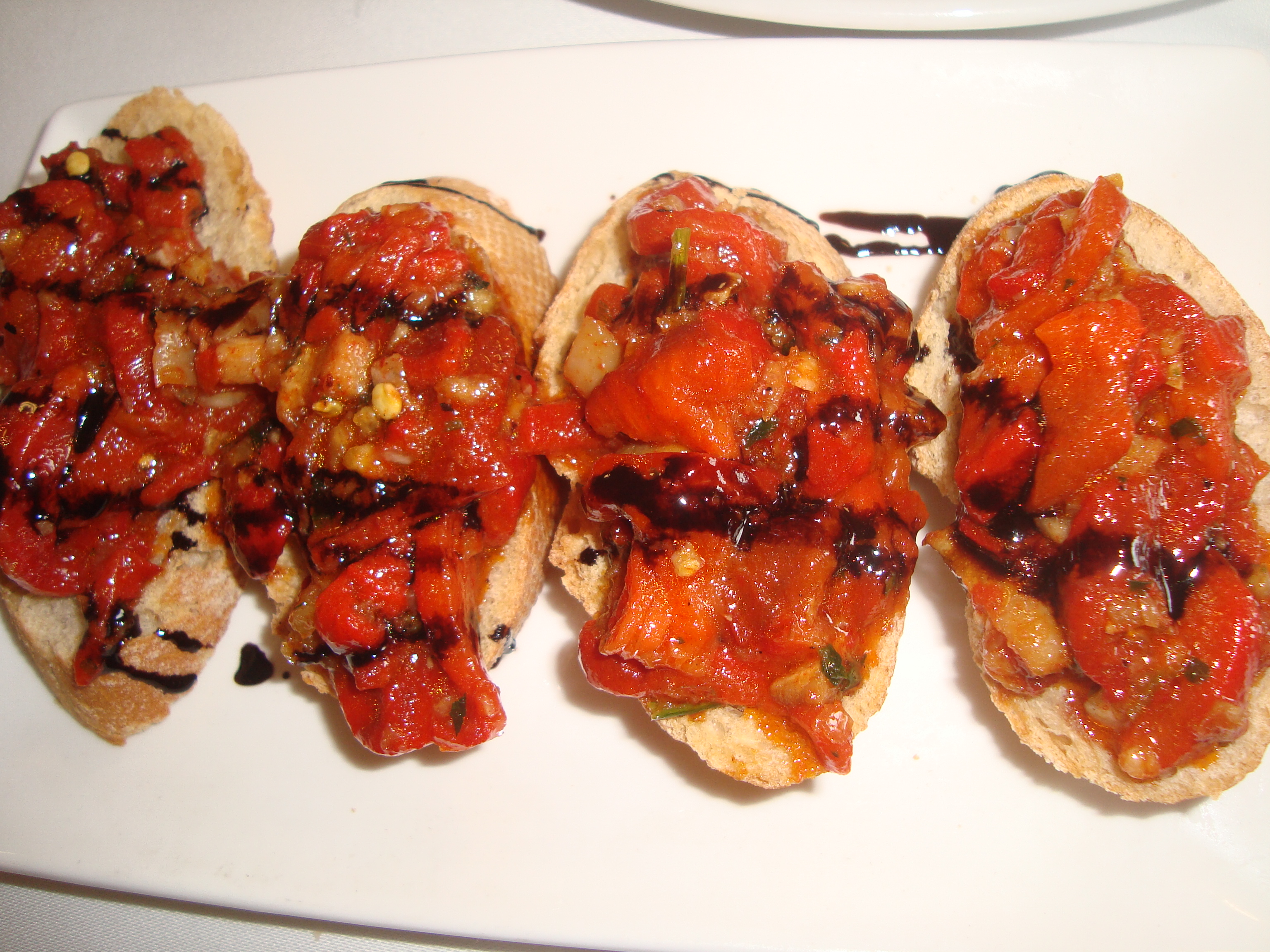
Tapa de tostas con verduras escalibadas

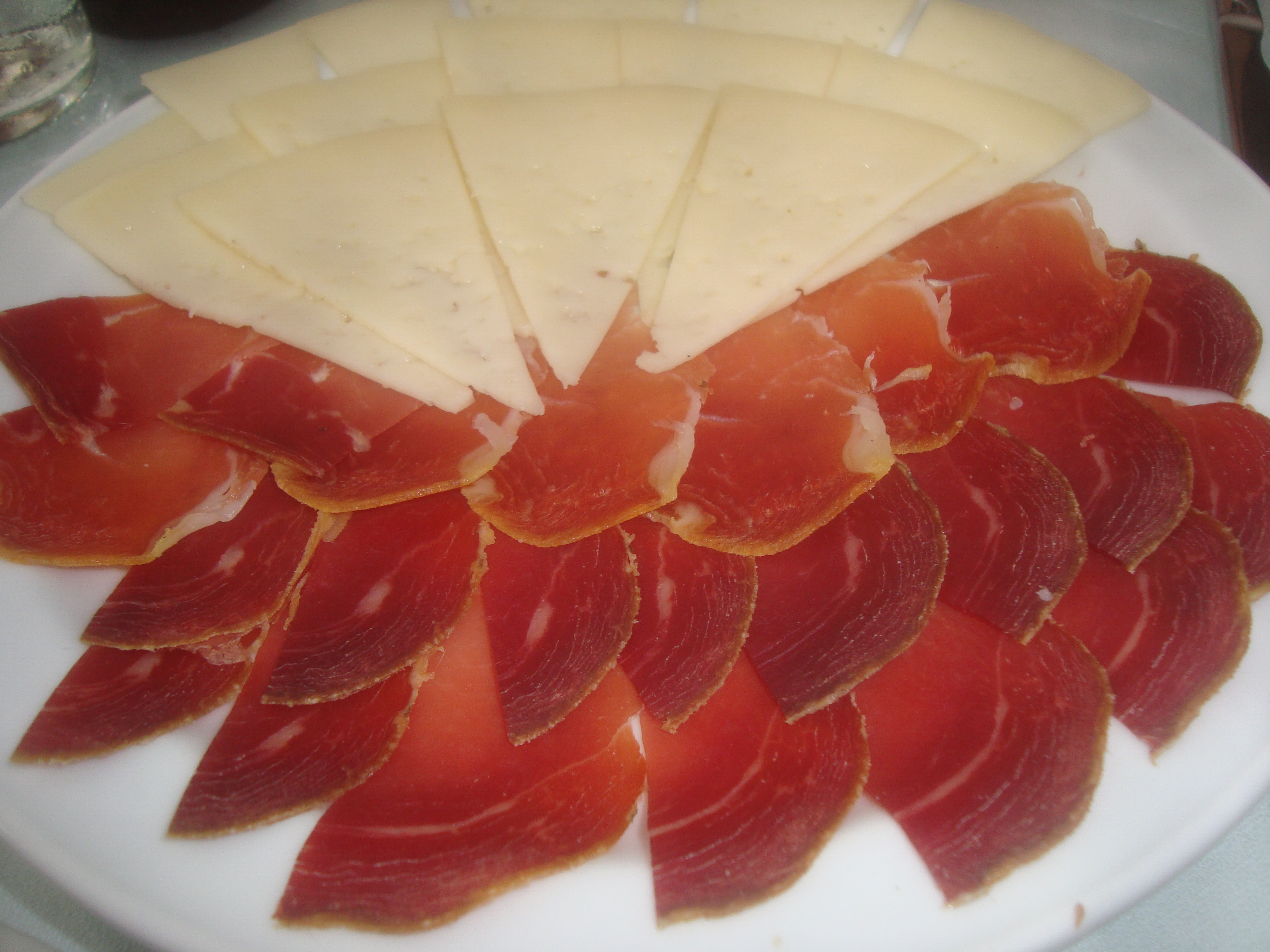
Tapa de queso y jamón serrano

Las tapas mezclan el concepto de comer con el de socializar, es por esta razón por la que la tapa está unida al acto de 'tapear'. Los bares, entendidos como lugares de reunión, son el espacio  ideal para la 'tapa'.  De este concepto salen los verbos: 'tapear' (comer de tapas), 'ir de tapas' (ir de forma itinerante por diversos bares). 
Incluso empresas turísticas ofrecen en sus rutas la degustación de una bebida con tapa incluida, como algo típico del lugar. En otras muchas provincias de España también es común servir pequeñas tapas frías como aceitunas, patatas fritas o frutos secos gratuitamente a petición del cliente, aunque este no haya consumido ninguna bebida, ya que estos aperitivos dan sed e incitan a beber. 
Sólo en algunas provincias las tapas calientes, dado lo arraigado de su carácter, son consideradas casi ineludibles para el hostelero. Asociadas al consumo de una bebida, en provincias como Ávila, Segovia o Cáceres son clásicas las tapas cocinadas como croquetas, bocatines o pulgas, calamares a la romana (o rabas de calamar), tortilla española, magro, emparedados, pimientos rellenos, etcétera y donde la tapa caliente o cocinada no tiene rival frente a la tapa fría que queda en un segundo plano.

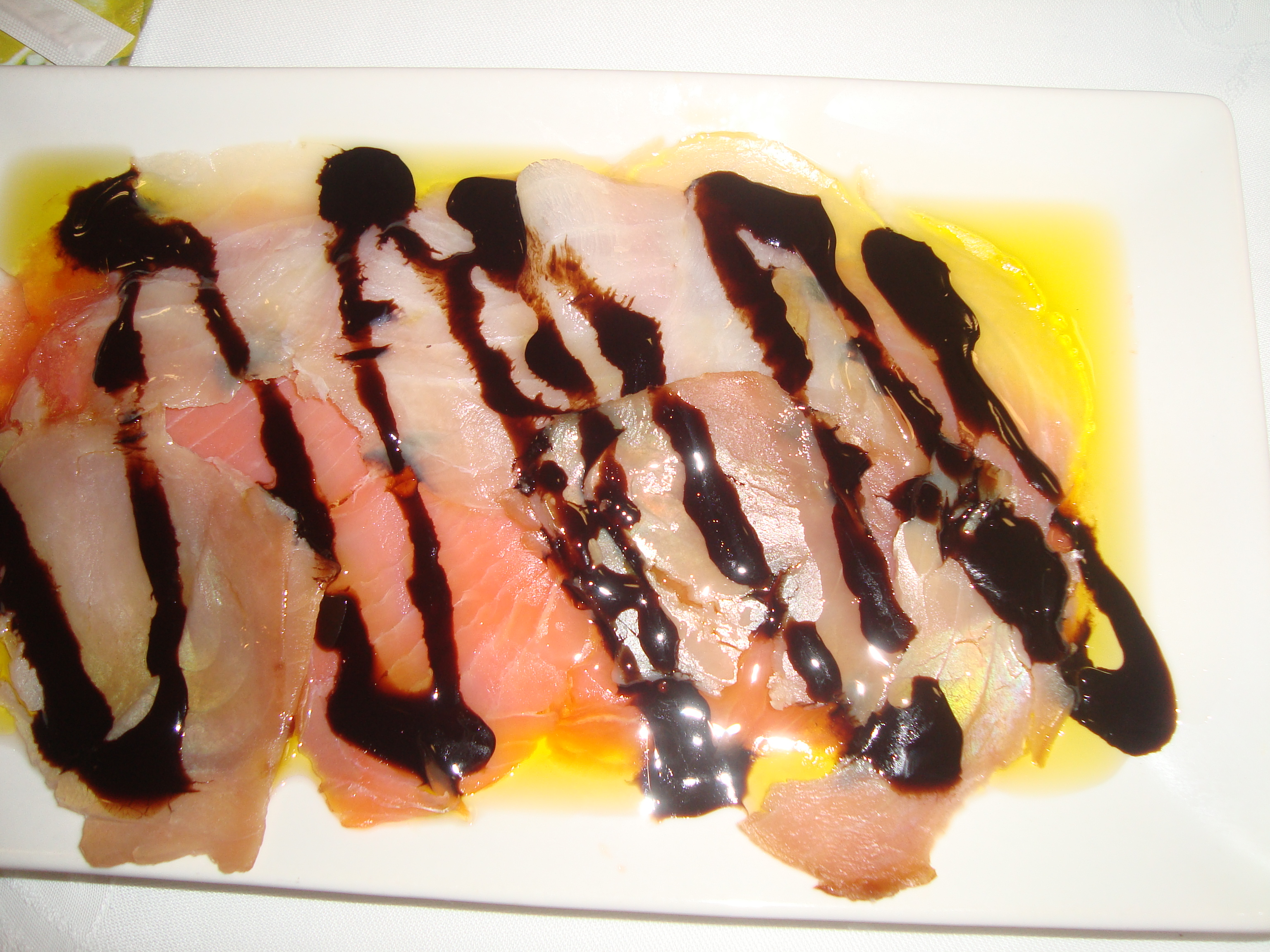
Tapa de salazón de pescados ahumados

En León, Almería, Granada y Jaén se acostumbra a poner una tapa gratuita con cualquier bebida. Concretamente en Almería las tapas son elegidas por cada consumidor sin límites en el número de variedades, una peculiaridad que la diferencia de las provincias limítrofes donde, por norma general, no se sirven a elección de los consumidores o bien tienen límite en el número de variedades a pedir en cada ronda. En esta misma ciudad son muy populares en bares y cafeterías las tapas denominadas: chérigans que consisten en pan tostado cortado al bies, untado con alioli (en ocasiones, tomate) y aderezado con toda clase de ingredientes (aunque el más clásico es el atún). El nombre de chérigans procede de la deformación del inglés the Sheriff gun («la pistola del Sheriff»), debido a la forma alargada de esta tapa, que inventó el cocinero de un restaurante (según algunas versiones, el del popular Café Colón, según otras, el del Café Parrilla Pasaje de Almería), al que apodaban el Sheriff, quizá por su carácter, en algún momento de la década de los 1950 o más probablemente de los 1960, en plena efervescencia de la industria cinematográfica almeriense de las películas del Oeste.

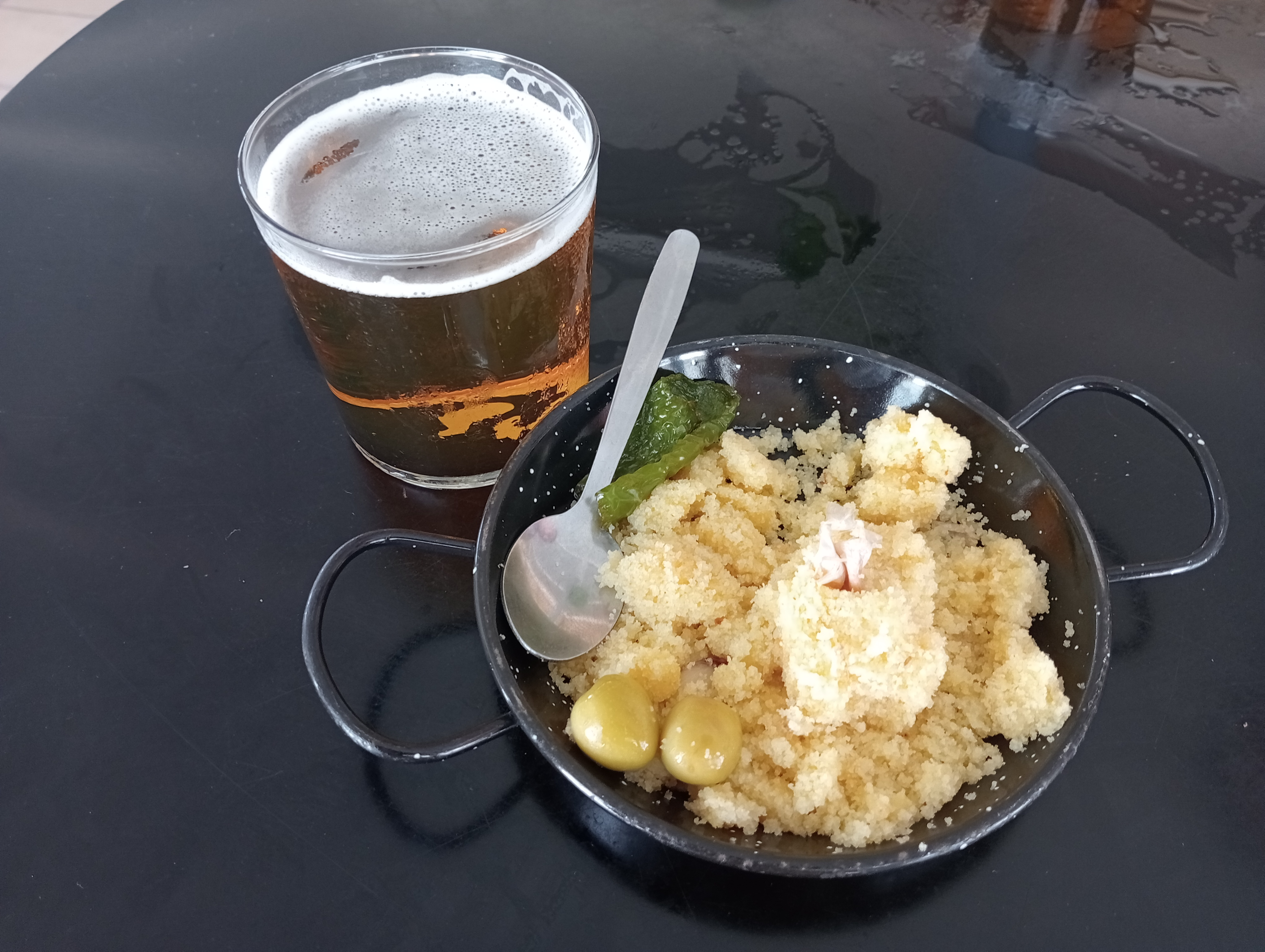
Cerveza y tapa de migas en Almería

En la provincia de Alicante se acostumbra a ofrecer comidas o cenas en las que sirven un surtido de pequeños alimentos preparados, a esta costumbre se le denomina picaeta (picaeta). En la provincia de Tarragona los bares de tapas se denominan llesqueries. En el País Vasco, Navarra y La Rioja existe la costumbre del chiquiteo, es decir salir con los amigos y tomar diversas bebidas, por regla general los denominados chiquitos (txikitos) que son vasos pequeños de vino llamados chatos en otros lugares.

## Variedades
La variedad de tapas es grande y dependerá en gran medida de la región culinaria española donde se encuentre el comensal. No existe un canon que mencione nada acerca de tamaño de la tapa, pero en la mayoría de los casos alcanza unos cuantos bocados.  Además de estas características regionales existen otras categorías como pueden ser: las tapas que se sirven frías, las que se sirven calientes. En un bar de montaditos se servirán con pan en forma de pequeños bocadillos, en otros sitios se servirán en cazuelas de barro.

### Pincho

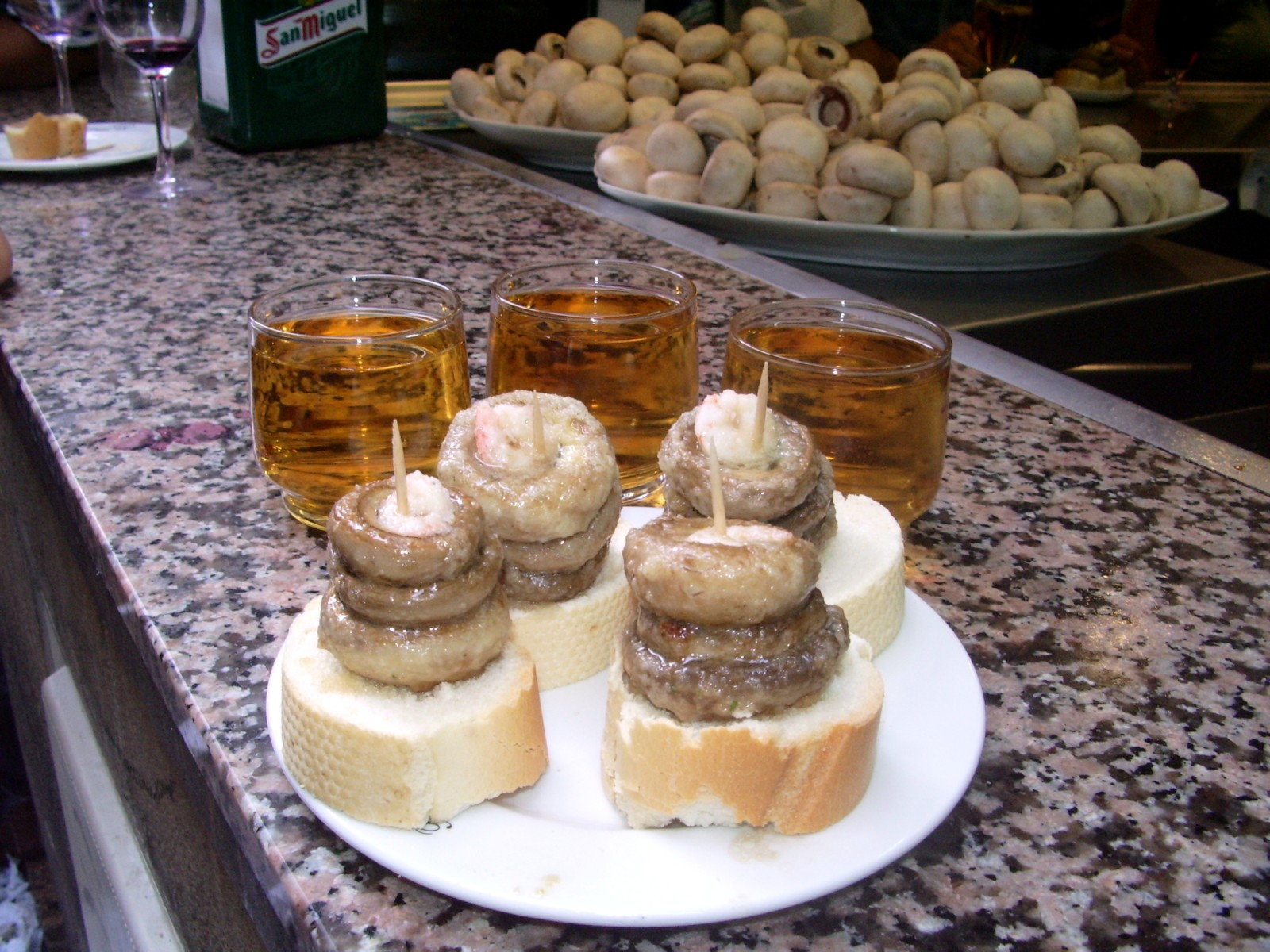
Pincho de champiñones en la Calle del Laurel de Logroño

En algunas zonas del norte de España, principalmente en Asturias, León, Cantabria, La Rioja, País Vasco y Navarra, las tapas toman la forma de «pinchos». En esas zonas es costumbre cobrar todos los pinchos al mismo precio. Esta especie de tapas suele ser más elaborada y supone una variedad en sí mismo.

### Otras

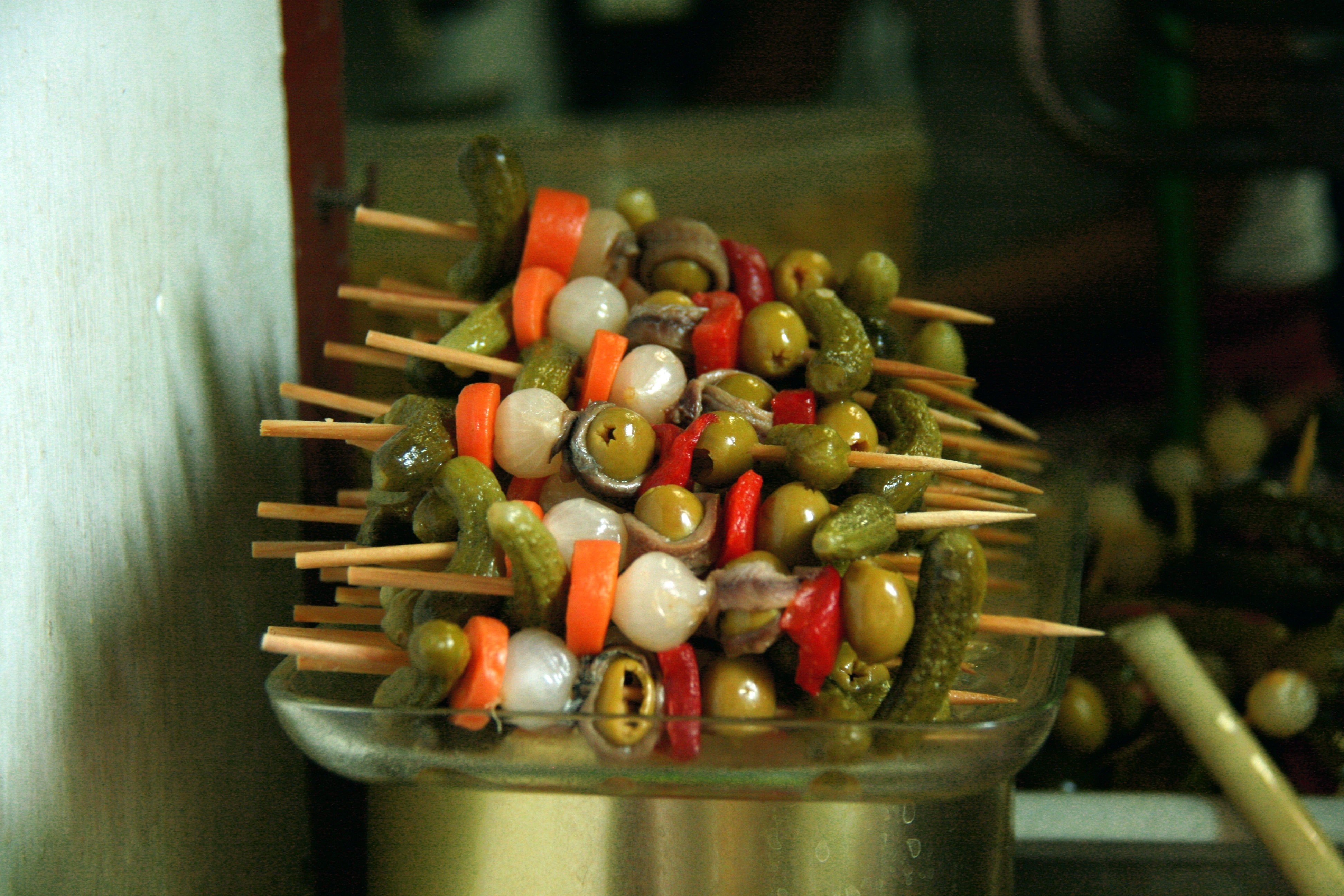
Las banderillas suponen uno de los aperitivos más antiguos de tapas

Tradicionalmente ha existido una gran variedad, por lo que muchas de ellas tienen un nombre propio. Tal es el caso del pincho moruno, las gambas en gabardina, las banderillas, el montadito o el serranito. En ciertos bares también es habitual poner nombres curiosos a las tapas más elaboradas, dando lugar a títulos como secreto, revoltijo, toy esmayao, loquesea, etc. que llaman la atención del cliente y normalmente le obligan a preguntar al camarero en qué consiste dicha tapa. La tapa representa un terreno fértil para la imaginación y un ejemplo sobresaliente es la bobata.

## Tapas en la literatura y el cine
- Francisco de Quevedo, en su novela Vida del Buscón, hace mención ya en el primer capítulo sobre un alimento similar al que denomina "aviso" o también "avisillo".
- Lazarillo de Tormes, novela cuya primera edición data de 1554, se narra en varias ocasiones como se 'tapan' vasos con alimentos.
- La película española Tapas, dirigida por José Corbacho y Juan Cruz en el 2005, centra su argumento en un típico bar de tapas de Hospitalet de Llobregat donde concurren diversos personajes.
- En la serie Los ladrones van a la oficina que se rueda en un bar, es frecuente que se sirvan tapas y que se expongan en los aparadores del bar.
- En la serie 7 vidas y Aída, partes del rodaje se rueda en un bar donde sirven varias tapas.

## Tapas en el mundo
Las tapas se han convertido en un fenómeno culinario exportable a otros países y pueden verse ya en restaurantes de todo el mundo. Se pueden encontrar en algunas ciudades estadounidenses, pero en la mayoría de los casos con interpretaciones culinarias adaptadas. En países como Venezuela, donde se han difundido los restaurantes de estilo español, ya se ha convertido en costumbre incluir las tapas como parte del menú ofrecido. En este país a las tapas se les llama pasapalos y es muy común servirlos en el transcurso de cualquier celebración. Algunos pasapalos se han hecho famosos a nivel internacional. El más famoso pasapalo venezolano es sin duda el tequeño.
Debido a la presencia española de Filipinas, allí se degusta un plato tradicional con carne, arroz y huevo que ellos mismos denominan tapa, posiblemente porque la denominación española quedó hasta hoy en día. No obstante, cabe pensar que la costumbre de las tapas es tradicional, muy arraigada, de algunas cocinas mediterráneas orientales y su expresión es el Mezze, que llega a ser un estilo culinario social. En Italia existen algunos ejemplos como pueden ser los Cicchetti venecianos. En algunas gastronomías asiáticas aparece el concepto de servir aperitivos entre varias personas y se denomina dim sum. En la cocina japonesa existen locales como el Izakaya donde se sirven de forma tradicional comidas y bebidas bajo un concepto similar al de las 'tapas' en España.  
En México, existe la antigua costumbre de ofrecer diferentes platillos a los comensales de bares y cervecerías. A estos habitualmente se le conoce como botana, que no es más que lo mismo que unas tapas, estas pueden consistir en rebanadas de quesos, jamones, tacos, pescados fritos, aceitunas, cueritos (piel de cerdo encurtida), costillas asadas, mole, cacahuates y demás platillos típicamente salados y picantes, todo en pequeñas porciones. Estos son servidos con cada ronda de cerveza o bebida solicitada, de manera gratuita, ya que va incluida con el precio de la bebida.
En Cuba, existe la vieja tradición de "picar" y "saladitos" como término genérico culinario. Sin embargo, para la población actual el término "tapa" es desconocido y le parece algo moderno, consecuencias del avance del turismo. En los nacientes sitios especializados en "tapas" se encuentran tanto platillos de recetas desconocidas por el cubano común como picaduras y saladitos criollos.
En Perú, existe igualmente una costumbre similar que se denomina "piqueo". Consiste igualmente en algo de comida ligera que se toma junto con una bebida, habitualmente alcohólica aunque no necesariamente. La bebida en sentido genérico recibe el nombre de "trago".
En Costa Rica se emplea el término "bocas" en lugar de tapas pero su sentido es muy similar si bien el contenido de los platos están adaptados a los gustos del país.
En España, la costumbre es tapear antes de la comida del mediodía y se ha extendido también como alternativa a la cena. Equivale al antipasto típico de Italia.